# Siebera
Siebera – rodzaj roślin z rodziny astrowatych. Obejmuje dwa gatunki występujące w południowo-zachodniej Azji – od Azji Mniejszej i Palestyny na zachodzie, po Afganistan i Turkmenistan na wschodzie.

## Morfologia
PokrójNiewielkie rośliny jednoroczne, pozbawione kolców.
LiścieCałobrzegie, od spodu jedwabiście owłosione.
KwiatySkupione w pojedynczych koszyczkach lub skupionych po kilka, wspartych pozornym okółkiem liści. Okrywę tworzą łuskowate listki, z których wewnętrzne wyciągnięte są w szydlasty i zwykle różowo lub purpurowo zabarwiony kolec. Zewnętrzne łuski mają mniejsze i krótsze kolce i są owłosione. Kwiaty zewnętrzne w koszyczku są płonne, a środkowe obupłciowe.
OwoceWąskie niełupki. Puch kielichowy łuskowaty i z pierzastymi ośćmi.

## Systematyka
Rodzaj zaliczany do podplemienia Centaureinae, plemienia Cardueae, podrodziny Carduoideae w obrębie rodziny astrowatych Asteraceae, w obrębie którego wydzielany jest do tzw. grupy Xeranthemum. Grupa ta wyodrębniana jest też w osobne podplemię Xerantheminae Cass. ex Dumort.
Wykaz gatunków
- Siebera nana (DC.) Bornm.
- Siebera pungens (Lam.) J.Gay ex DC.